# Terenzio Massimo
Terenzio Massimo (noto come il Falso Nerone) (fl. 80) era un romano che si ribellò durante il regno di Tito, dal quale poi fu sconfitto e ucciso.
Assomigliava a Nerone in apparenza e nelle sue azioni: per esempio era noto per eseguire il canto con l'accompagnamento della lira.
Guadagnò i suoi primi seguaci in Asia, e successivamente molti altri nella sua marcia verso l'Eufrate. Si recò poi nell'Impero partico, dove provò a ottenere supporto sostenendo, fingendosi Nerone, che gli dovevano una ricompensa per la restituzione dell'Armenia. Artabano III, un sovrano partico, lo ricevette e organizzò la sua ricollocazione a Roma. Fu giustiziato quando la sua vera identità fu rivelata.

## Biografia
Guadagnò i suoi primi seguaci in Asia, e ne guadagnò molti altri durante la sua marcia verso l'Eufrate. In seguito fuggì in Partia e cercò di ottenere il loro sostegno, affermando, come fece Nerone, che dovevano mostrargli gratitudine per la cessione dell'Armenia. Artabano III, il re dei Parti, per la rabbia nei confronti di Tito, lo accolse e preparò il suo ritorno a Roma. Fu giustiziato quando la sua vera identità fu rivelata.
| Controllo di autorità | VIAF (EN) 80801142 · CERL cnp01154431 · GND (DE) 13646176X |